# Colinele Tigheciului
Colinele Tigheciului (întâlnit și ca Podișul Tigheci) este un podiș situat în partea sudică a Republicii Moldova, fiind o continuare a Podișului Moldovei Centrale situat mai la nord. Are o înclinare generală de la N spre S, de la altitudinea medie de aproximativ 240 m până la 130-140 m altitudine, și ocupă interfluviul Prut-Ialpug.

## Aspecte geomorfologice
Relieful este puternic fragmentat, prezentat de coline de mari altitudini, culmi și vârfuri de dealuri, relativ înalte, văi în general largi și întinse, pe alocuri destul de adânci, ravene. Cel mai înalt deal este Lărguța - cu altitudinea de 301 m, alte vârfuri din perimetrului podișului sunt amplasate în preajma localităților Baimaclia (290 m), Tartaul (263 m) și Cociulia (231 m). Sunt prezente procesele de alunecare și cele de eroziune care au determinat răspândirea largă a hârtoapelor. În secolele XIX-XX presiunea antropică și efectele acesteia au modificat intens peisajul geografic al Dealurilor Tigheci.

## Climă
Datorită poziției sale geografice podișul are o climă temperat-continentală. Cantitatea medie multianuală de precipitații depășește ușor 450 mm. În ceea ce privește temperatura, verele sunt calde și iernile reci. De regulă, în luna iulie valoarea temperaturii medie nu coboară sub 17 grade C, iar în luna ianuarie se înregistrează valori de -5 grade C.

## Floră

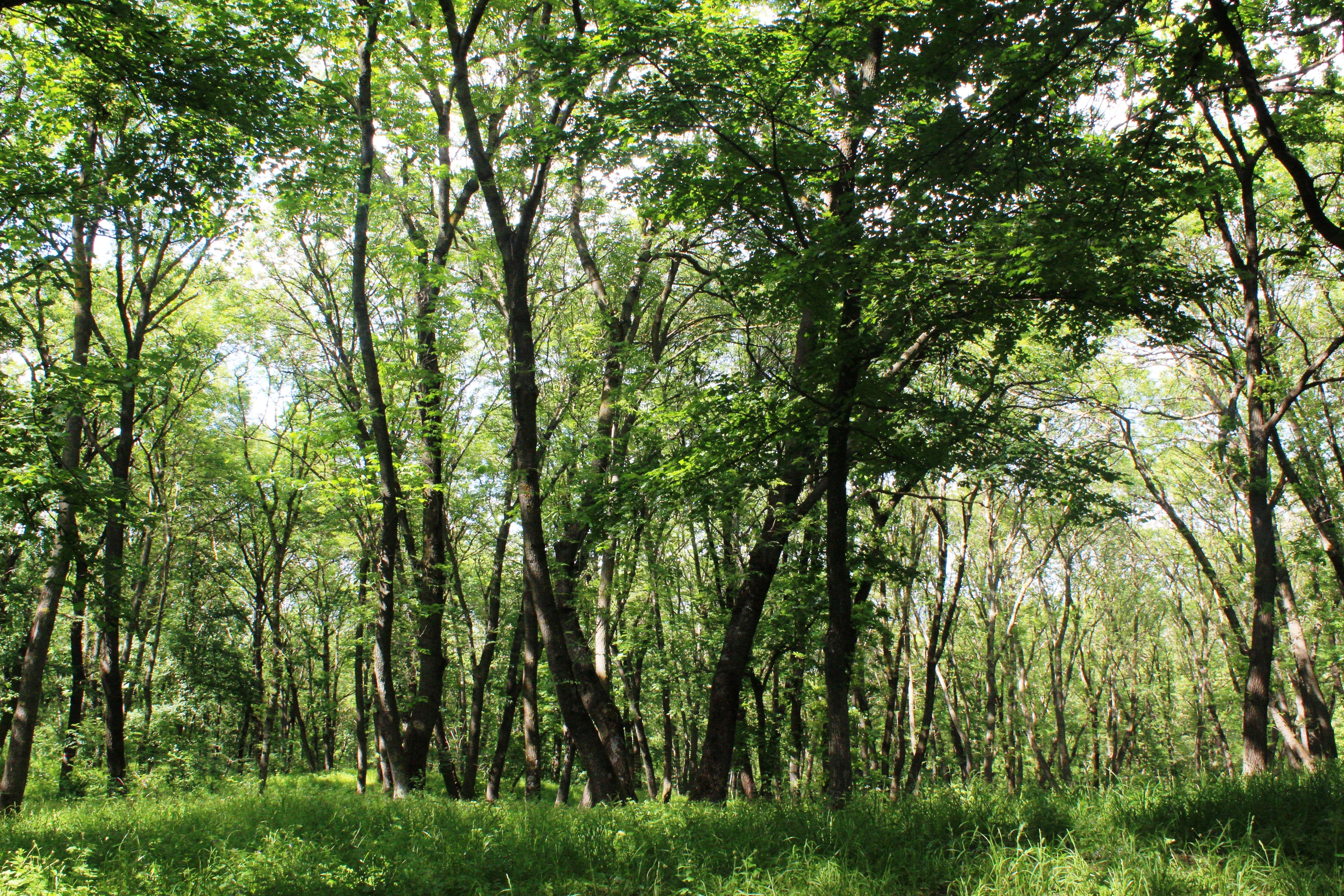
Codrii Tigheci

În districtul botanic Tigheci au fost identificate 103 specii de plante cu diferit grad de vulnerabilitate din 76 genuri grupate în 39 familii (Rosaceae, Asteraceae, Fabaceae, Ranunculaceae etc.). Pădurile constituie aproximativ 20–30% din suprafața per ansamblu a masivului, alcătuită din următoarele specii: gorun, stejar pufos, jugastru, carpen, tei, arțar, frasin, ulm, salcâm, glădiță ș.a. În poiene și pe segmentele mai joase ale versanților cresc specii ierboase de stepă. Luncile râurilor sunt populate de plante halofile. Pe marginea drumurilor, în apropierea localităților, pe locurile vechilor stâne se dezvoltă vegetația ruderală. În prezent, zona dealurilor Tigheciului este supusă investigațiilor cu privire la zonele destinate pentru reîmpădurire.
În scopul conservării și ameliorării a stării asociațiilor biocenotice silvice și de silvostepă, în partea central a Colinelor Tigheciului s-a înființat o arie protejată (Codrii Tigheciului).

## Arii naturale protejate
În podișul Tigheci sunt amplasate următoarele arii protejate:
- Rezervația peisagistică „Codrii Tigheci”
- Aria protejată “Flămânda”
- Monumentul naturii de tip geologic sau paleontologic „Râpa Tartaul”
- Monumentul naturii de tip geologic sau paleontologic „Râpa Musaitu”